# 沃尔特·拉其尔
沃尔特·拉其尔（德語：Walter Larcher；1929年12月22日—），是奥地利的一名植物学家和大学教授。

## 生活
沃尔特·拉其尔在因斯布鲁克大学学习生物学、地质学和物理学。
拉其尔在1951年获得理学硕士学位，并在1952年获得博士学位。1962年，他获得普通植物学的大学讲师资格，并在1965年成为因斯布鲁克大学的普通植物学教授。
1965年，他拒绝了维也纳大学的植物解刨学和生理学系主任的工作邀请。拉其尔还是帕多瓦大学（1974年-1976 年，以及1987年-1988 年）、札幌大学（1981 年）和西雅图大学（1990 年）的客座教授。
沃尔特·拉其尔于1998年退休，由来自慕尼黑的GSF- 环境与健康研究中心（今天的慕尼黑亥姆霍兹中心）的科尼利厄斯·卢茨接替其教授职位。
拉其尔的主要研究领域是植物生态物理学，尤其是植物对寒冷的反应的反应。他完成并出版的《植物生态物理学》是植物生态学领域最早，也是最重要之一的教科书，该书也已以英文和中文出版。

## 隶属关系和荣誉
- 奥地利科学院
- 意大利猞猁之眼国家科学院（1987年）
- 意大利林业科学院（1987年）
- 帕多瓦的伽利略艺术学院（1987年）
- 德国植物学会主席 (1971年)
- 日本学术振兴会高级研究员奖（1981年）
- 维也纳农业大学自然科学与技术荣誉博士学位（1997年）

## 网页链接
- 德国国家图书馆收藏的沃尔特·拉其尔的著作 （页面存档备份，存于）
- http://www.istitutoveneto.it/flex/FixedPages/Common/accademici_sss.php/L/IT/IDS/3 （页面存档备份，存于）